# Morithamnus ganophyllus
Morithamnus ganophyllus là một loài thực vật có hoa trong họ Cúc. Loài này được (Mattf. ex Pilg.) R.M.King & H.Rob. mô tả khoa học đầu tiên năm 1980.